# 旦嘎乡
旦嘎乡（藏語：སྟེང་དཀར་），是中华人民共和国西藏自治区日喀则市萨嘎县下辖的一个乡镇级行政单位。

## 行政区划
旦嘎乡下辖以下地区：
旦嘎村、萨当村和坚巴奴村。